# Mérens (Gers)
Mérens (gaskognisch gleichlautend) ist eine französische Gemeinde mit 68 Einwohnern (Stand: 1. Januar 2022) im Département Gers in der Region Okzitanien (vor 2016 Midi-Pyrénées). Sie gehört zum Arrondissement Auch und zum Kanton Gascogne-Auscitaine. Mérens ist zudem Mitglied des 2001 gegründeten Gemeindeverbands Grand Auch Cœur de Gascogne.

## Lage
Mérens liegt etwa 70 Kilometer westnordwestlich von Toulouse. Umgeben wird Mérens von den Nachbargemeinden Lavardens im Westen und Norden, Roquefort im Nordosten sowie Peyrusse-Massas im Osten und Süden.

## Bevölkerungsentwicklung
| Jahr                       | 1962 | 1968 | 1975 | 1982 | 1990 | 1999 | 2006 | 2011 | 2020 |
| Einwohner                  | 56   | 49   | 43   | 44   | 40   | 51   | 63   | 64   | 69   |
| Quellen: Cassini und INSEE |      |      |      |      |      |      |      |      |      |

## Sehenswürdigkeiten
- Kirche Saint-Antoine, 1504 erbaut
- Burg bzw. Schloss Mérens, im 13. Jahrhundert erbaut, seit 2003 Monument historique

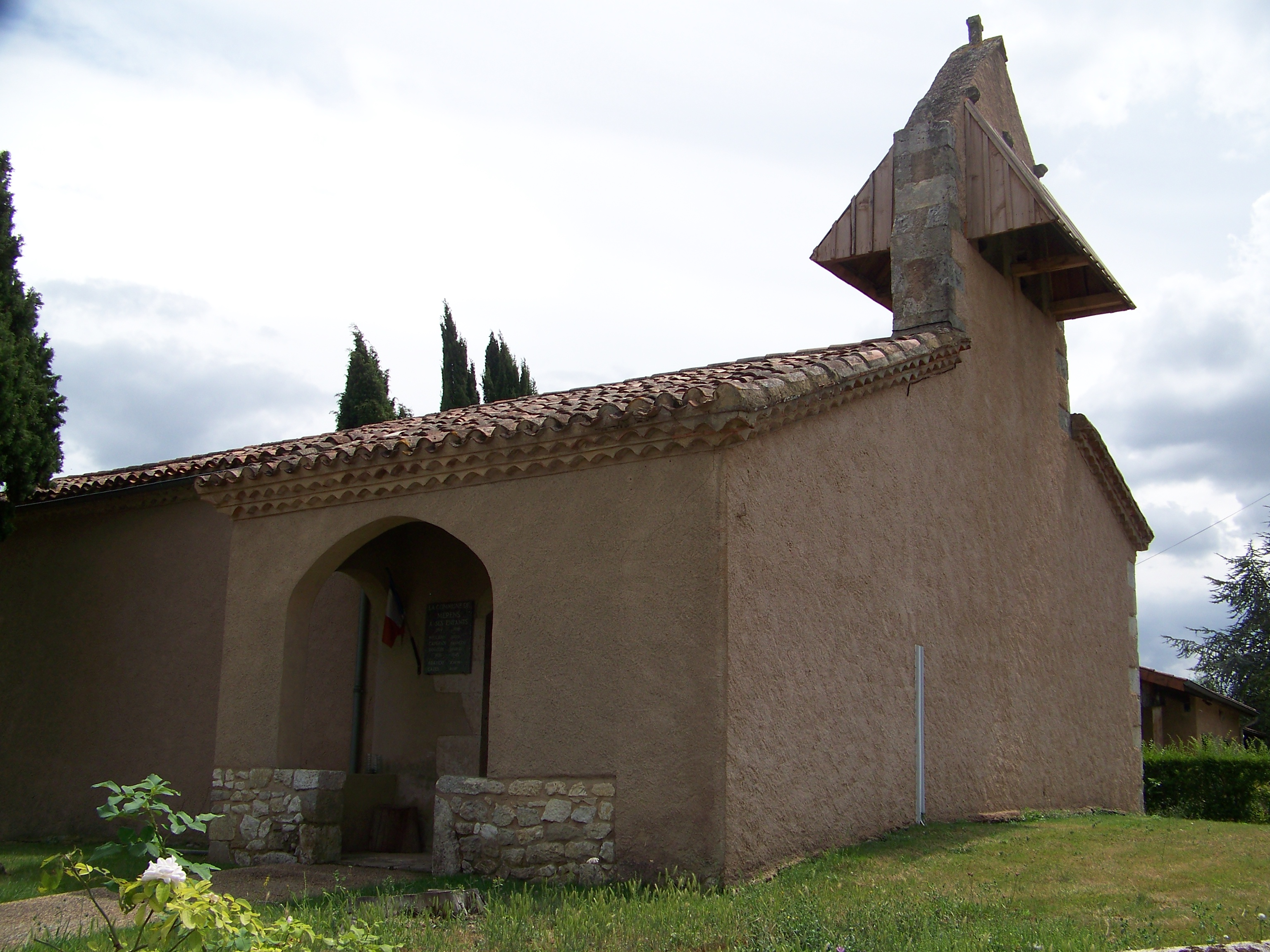
Kirche Saint-Antoine
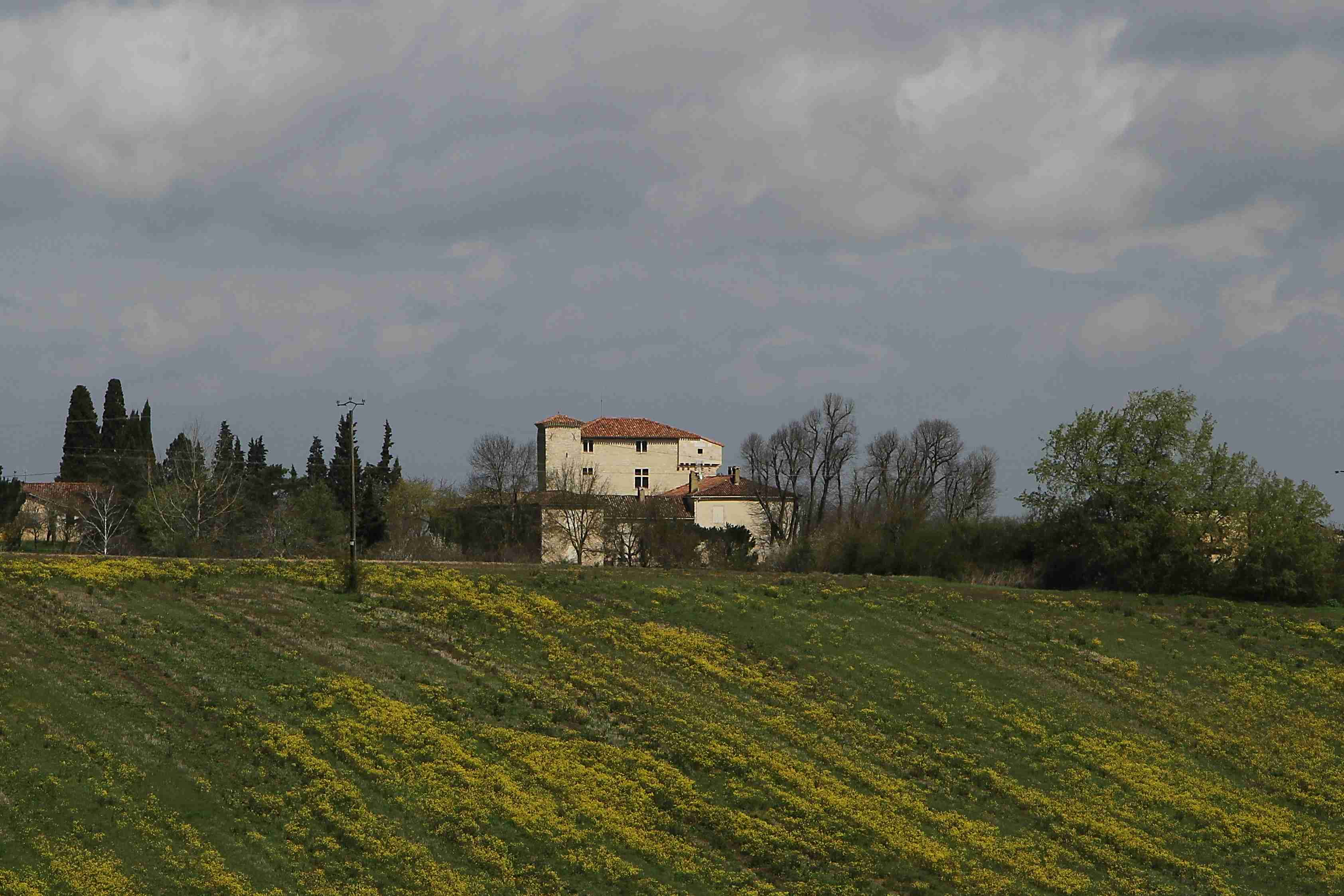
Schloss Mérens